# 三豐百貨店倒塌事故
三豐百貨店倒塌事故（：／ sampungbaekhwajeom bung-goe sago */?）為南韓漢城（今首爾）大型百貨公司倒塌事故，與聖水大橋倒塌事故僅相隔9個月。事故發生於1995年6月29日下午5時57分，當時营业中的三豐百货A樓開始倒塌，10秒內，5層百貨大樓層層塌陷進地下4層內，共造成502人死亡，937人受伤， 财产损失高达2,700亿韩圓（约2.08億美元）。这场灾难是韩国在非戰時伤亡最严重的灾难事故、全球第二严重的建築物自行倒塌事故，在2013年孟加拉國薩瓦區大樓倒塌事故發生前為全球最严重的建築物自行倒塌事故。

## 背景
韓國首都漢城（今首爾）成功申辦1988年夏季奥林匹克运动会後，韓國首都圈地區開始一波大規模的開發熱潮。韓國政府為了維持本土企業的發展，規定禁止海外承建商在韓國境內進行項目投標及建造工程，導致韓國本土承建商需要承接大量工程項目，並縮短建造工期來應付大量需求。
三豐百貨店（： sampungbaekhwajeom）是三豐集團興建的百貨公司，位於漢城瑞草区黃金地段。1987年10月6日，集團开始在这片原本用作垃圾堆填區的土地上施工。大楼按照最初的計劃是由鳥城建設公司建造一座四層高的住宅公寓大樓，但是三丰集团会长李鐏（이준）却在建造地基時，更改建築物藍圖為百货公司大楼。在这一改动下，很多承重柱被抽起以腾出空间來安装扶手電梯，並加建了第五層。鳥城建設公司隨後以安全為理由拒绝继续施工，李鐏因此与之解約，並以自己的建筑公司三豐建築工業取而代之。三豐百貨建築最終於1989年下半年竣工，百貨於1990年7月7日正式開幕，成為當時漢城的地標之一，每天吸引約4萬人流。商場占地約15,000坪，由A棟及B棟組成，中間由中庭連接兩棟建築。

### 加建樓層
三豐百貨建築在建造時採用無樑板設計，也就是沒有橫梁或鋼骨等結構，導致樓板之間無法轉移結構荷重。在施工過程中，三豐集團又在原本只有四層的建筑物上加建樓層，並將承重柱的直径由原定最小值80 cm（31英寸）縮減至60 cm（24英寸），每根樓柱相距11（36英尺）以来增加商场使用空间。這個決定導致每根柱子要承受的荷重比原設計要多上許多。第五層起初計劃設置溜冰場，但後來成了8家餐廳，其中一間叫「春元食堂」。由于韩国天氣寒冷，餐廳的混凝土地板下還加了一层地暖设备，这個設計更增加了承重结构的负担。
此外，整幢大楼的冷氣设备都安装在天台。3台大型冷氣機共重29公吨，加上開放冷氣機滿水時，總重量高達87公噸，达标准承重负荷4倍之多。让情况变得更糟的是，由于周围居民抱怨冷氣设备的噪音，大楼后部所有的冷氣機在1993年都被改移到前部。这搬運過程本应使用起重机，但實際上所有设备都是直接在天台上利用滑輪推拽到該位置，令天台地板出現裂痕，並使承重柱受壓，位於春元食堂的承重柱（柱號5E）更遭到重創。之後每次開啓冷氣機時，震動就將裂痕由天台逐漸擴散到第五层楼面，該餐館的承重柱上的裂痕亦不斷擴大。而由於第五層的承重柱與低樓層的承重柱並不對齊，這導致第五層的荷重實際上是透過樓板傳遞。這些因素都成了導致建築物將來倒塌之原因。

## 大樓配置
| A棟      | A棟                                | 大廳                               | B棟                                |
| -------- | ---------------------------------- | ---------------------------------- | ---------------------------------- |
| 5樓      | 餐廳                               | 大廳                               | 三豐體育Max、游泳池、理髮店        |
| 4樓      | 文化用品、家居用品、日用品         | 大廳                               | 三豐體育Max                        |
| 3樓      | 男裝、休閒用品、運動用品           | 大廳                               | 畫廊、文化中心、商業街、商業設施   |
| 2樓      | 女裝                               | 大廳                               | 證券公司、商業街                   |
| 1樓      | 雜貨、進口品牌、化妝品             | 大廳                               | 藥店、銀行、中央商場               |
| 地下 1樓 | 超市、食堂、廚具店、嬰兒用品、書店 | 超市、食堂、廚具店、嬰兒用品、書店 | 超市、食堂、廚具店、嬰兒用品、書店 |
| 地下 2樓 | 地下停車場、倉庫                   | 地下停車場、倉庫                   | 地下停車場、倉庫                   |
| 地下 3樓 | 地下停車、員工食堂、員工診所       | 地下停車、員工食堂、員工診所       | 地下停車、員工食堂、員工診所       |
| 地下 4樓 | 機房和地下停车場                   | 機房和地下停车場                   | 機房和地下停车場                   |

## 經過

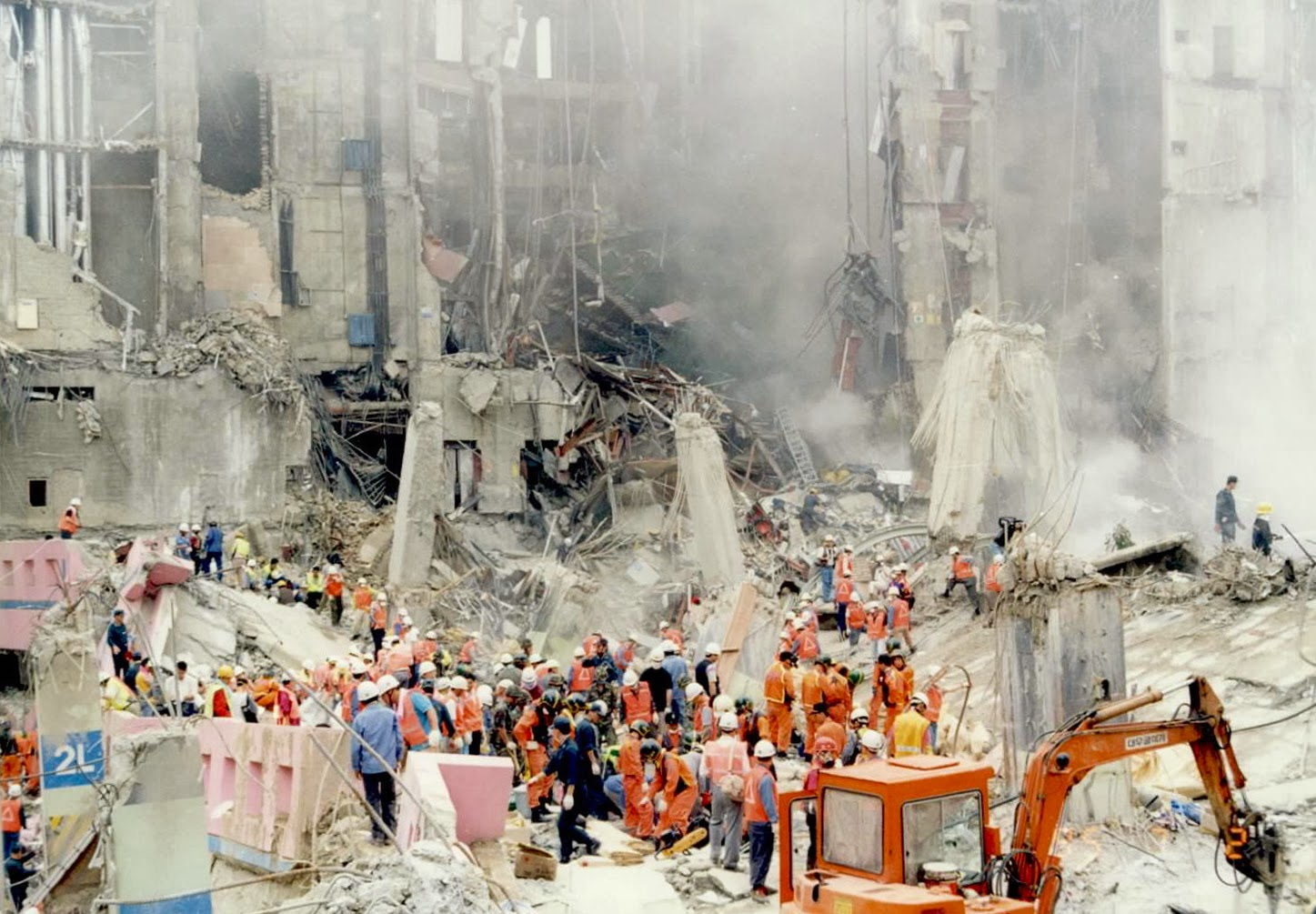
事故现场的搜救人员

1995年4月，5楼的天花板开始出现裂痕。在此期间，李鐏和其他管理层对此的唯一对策就是将天台的货物及商铺转移至地下室。
6月29日上午，天台的裂痕急剧变大，管理层因此关闭顶层并关掉冷氣，也请土木工程专家前来检查建筑结构。在简单的检查过后，所得出之结论為，整幢建筑有倒塌之危险。但是，管理层却没有关闭百货公司大楼或进行疏散，而原因仅仅是因为当天的客流量非常大，管理层不想损失潜在的龐大營業額。
午後5時，4楼的天花板开始下陷，員工封闭了这一楼层，在倒塌前不久，三豐百貨公司的管理层一直在大樓內舉行會議，討論建築維修措施，直到倒塌17分鐘前的5點40分，百貨公司的管理层決定撤離百貨公司，但沒有疏散員工和顧客，只關閉了B樓，他們的會議室位於B棟，不是A棟，實際上他們希望獲得必要的建材和人員來修復大樓，但他們完全沒想到大樓會倒塌。當時員工和顧客在百貨商店內，有一部分顧客及員工覺得大樓出現異狀，所以提早離開，但大部分的人皆一無所知，而且仍然有大量員工需要緊守崗位。大约5点50分，大楼裡传出噼啪的断裂声时，工作人员拉响警报，并开始疏散顾客及職員。5時57分左右，天台开始倒塌，上面的冷氣機掉在超载的第5层樓面上。而原先已數量不足的承重柱变得不堪負荷，开始一个接一个地倒了下去，以致整幢建筑的A樓几乎在瞬间就全部垮塌到地下室，这座地标性建筑20秒内夷为平地，是韩国建筑物灾难中的空前悲剧。

## 幸存者與傷亡

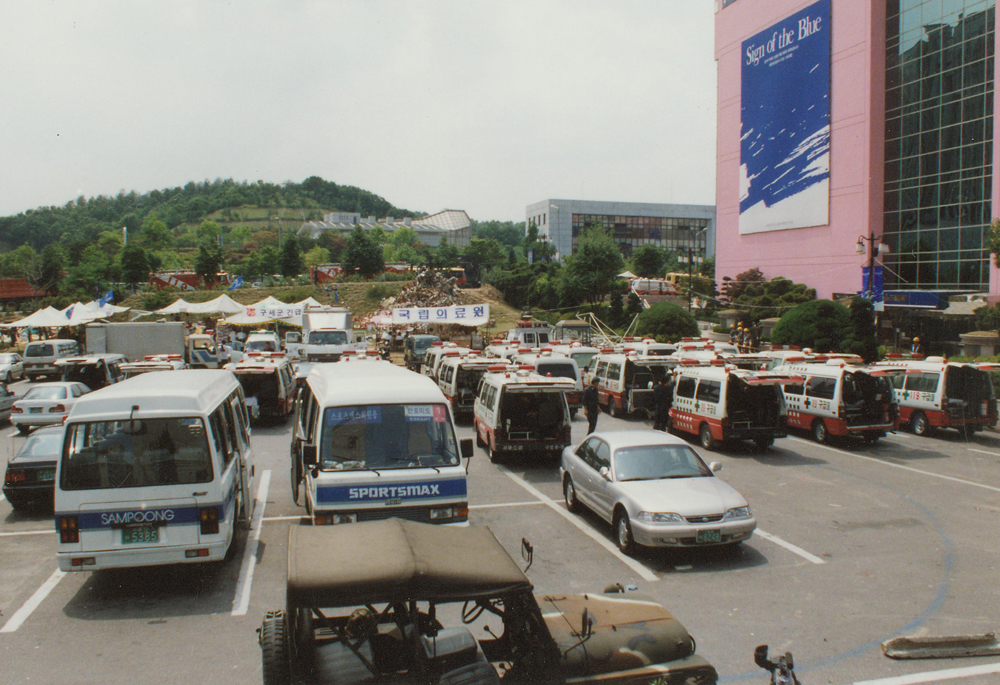
三豐百貨倒塌後 救護車在百貨公司B棟旁的停車場待命

事故中約有1,500人被困在建築物內，最后共造成502人遇难，937人受伤 ，财产损失高达2,700亿韓圓（约2.38亿美元）。
| 國籍   | 數量 |
| ------ | ---- |
|        | 5    |
| 巴西   | 1    |
| 加拿大 | 3    |
| 中国   | 1    |
| 日本   | 1    |
| 南非   | 3    |
|        | 489  |
| 泰國   | 1    |
| 美国   | 1    |

事件中亦出現了一些奇蹟生還的倖存者。時年21歲的大學生崔明錫（최명석）困在三丰百貨大樓的廢墟裡，靠喝從瓦礫縫隙中滴落下來的消防用水，及吃身邊的硬紙板堅強度過了9天並獲救。事故發生時崔正好去樓下餐廳用餐，突然他感到大樓在晃動，拔腿就跑，但大樓一下子就倒塌，他連忙伏倒在地。現場一片漆黑，他覺得呼吸困難。後來他聽到身旁廢墟中傳來一位女子的呻吟聲，這位李姓女子是三丰百貨大樓的售貨員，他們一直互相鼓勵。但是僅過了一天，那名女子就支撐不住而死去。
7月11日下午，搜救隊從殘骸中救出另一名倖存者——時年18歲的水晶賣場職員柳智丸（유지환）。
第17天的7月15日中午11時左右，一名操作鏟車的工人正清理廢墟，忽然在一堆扭曲的鋼筋混凝土板之間發現了一個空洞，他上前查看，發現了該事件中最後一名倖存者——19歲的童裝部售貨員朴勝賢（박승현）。經過醫院檢查後，她除了左膝有青腫的擦傷外，狀況非常良好。據朴勝賢所述，事故發生時，她正欲奪路逃生，卻被掉下的硬物砸中而昏迷。她醒來後發現自己困在一個倒V字形的空間裡（此處位於地下2層的電梯井底），她和附近的一位同事互相鼓勵，但幾天後同事不幸罹難，只剩下她一人獨自艱難支撐。朴勝賢還告訴醫生，她被困期間沒有吃過東西，只飲過數滴水，這樣的情況下奇蹟生還令醫生和眾人大為驚奇。（受困377小時後未進食且獲救，為有記錄以來最長時間。）

## 调查與审判
災難發生後1小時，檢察機關下令進行全面調查，檀國大學土木結構工程系教授鄭鑾獲任命為韓國法務部三豐百貨店倒塌事故查明鑑定委員兼幹事，調查事故成因。外界最初认为事故的原因是由于大楼地基過於鬆軟。但經過深入調查後便发现事故发生是由于會長李鐏和其建筑公司随意更动建築设计。后續对废墟的调查显示，混凝土本身並沒有問題，但承重柱的直徑卻比原來的要小，每條承重柱裡面的鋼筋亦由16條減至8條。调查也揭示了漢城的地區官员亦涉嫌在三豐方面改动建筑的过程收受贿赂。後續多名官员（包括前瑞草区行政官）被指控瀆職並遭起诉而入獄服刑。 1995年12月27日，韩国漢城地方法院根据《特定犯罪加重处罚法》及刑事疏忽罪的罪名判处會長李鐏有期徒刑10年半，其子暨行政总裁李漢生被判有期徒刑7年，罪名为贪污及過失致死。1996年4月，李鐏上訴成功，獲減刑至7年，刑滿出獄後於2003年10月4日病逝。至於李漢生於出獄後，移居至蒙古国傳教。
該建築物的B棟於1998年10月15日開始拆除，可見該樓閒置了一段時間。

## 災後醜聞
在有關當局繼續對三豐集團作進一步調查時，揭發了三豐涉及更多嚴重的貪污及詐騙等罪行，結果21人被判有罪，包括12名市政府官員。韓國政府在事後對全國建築進行嚴格檢查，結果需要重建的佔七分之一，需要立即大規模維修的佔五分之四，只有2%確定為安全，不需要維修。
2015年4月27日，韓國諧星張東民在網路電臺節目《與山泉水一起做夢的Radio》中提及1995年三豐百貨坍塌事故，當中嘲諷在三豐百貨坍塌中，靠喝尿存活21天後營救出來的女子，此言論在韓國引發回響，最後倖存者朴勝賢對其言論感到不滿而提出起訴，張東民和節目對此發表道歉聲明。

## 原址後續

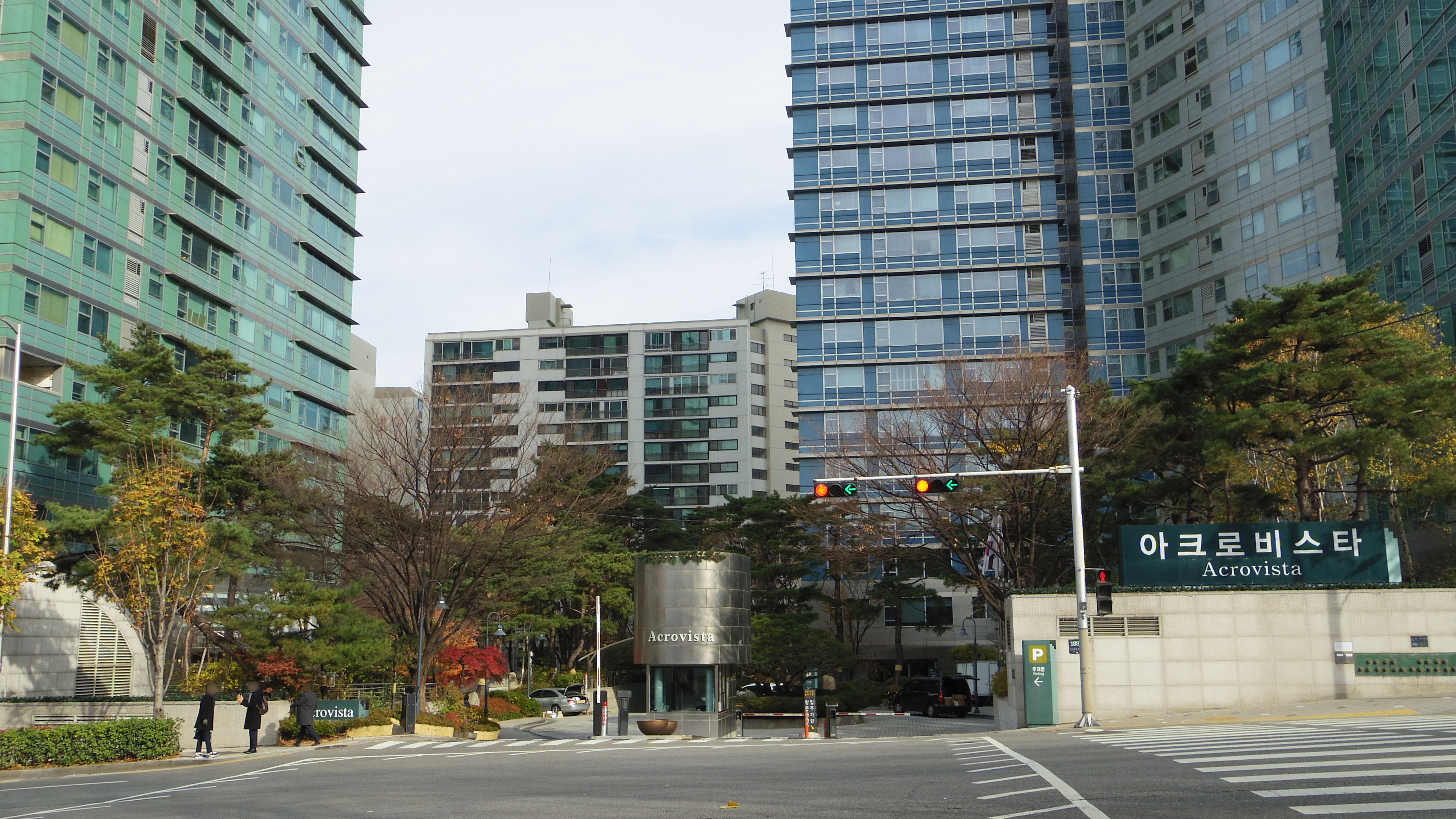
三豐百貨現址之住宅Acrovista

百貨公司廢墟拆除工作從1995年7月一直到1999年年初結束，從2001年開始，原址改建成為三棟住宅大樓的綜合住宅項目Acrovista。之後在首爾市瑞草區良才洞的市民森林和三豐百貨商店的所在地，即住宅綜合大樓Acro Vista豎立了一座紀念館，並於2004年6月落成。前任韓國總統尹錫悅及夫人金建希亦曾經是此屋苑的住客，直至上任後6個月正式遷入總統府。

## 紀錄片、影視作品
紀錄片
- 探索频道灾难调查节目《災難鑑識》和國家地理频道灾难调查节目《重返危机现场》曾针对三丰百货大楼倒塌事故及其后的调查工作制作了一档节目，不過該節目誤以為三丰百货是位在江南區的知名商場，但實際上其正確位置在瑞草區。

改編影視作品
- 秋天路（英语：Traces of Love）（가을로）
- 請回答1994 - 第12集
- 巨人 (韓劇) - 第60集，「萬寶廣場」倒塌即影射其意外
- Black
- 只是相愛的關係（韓語：그냥 사랑하는 사이）
- Argon - 第1集
- 巧克力（韓語：초콜릿）
- 花樣年華－生如夏花（韓語：화양연화 - 삶이 꽃이 되는 순간）
- Move to Heaven：我是遺物整理師 （韓語：무브 투 헤븐: 나는 유품정리사입니다）- 第八、九、十集

## 圖集

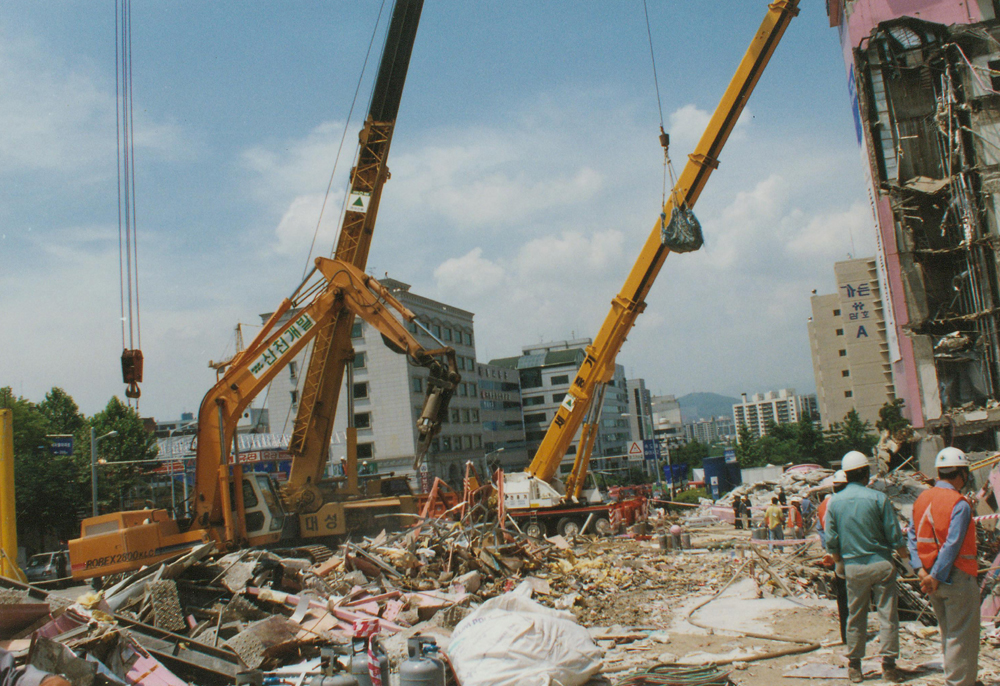
正在清理廢墟的起重機和怪手
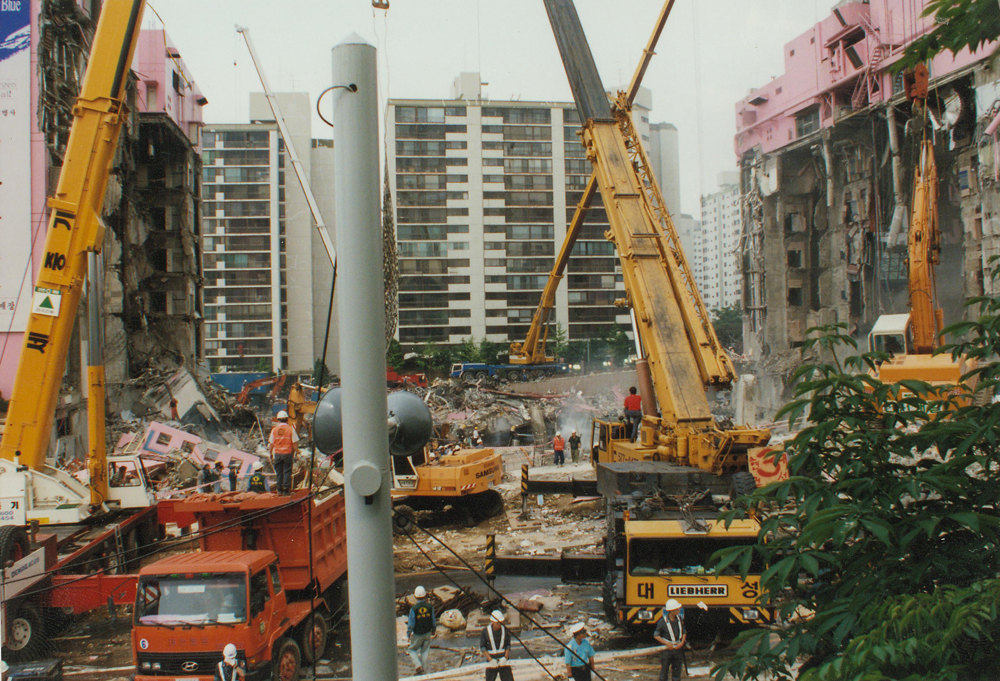
倒塌後 起重機將混凝土塊吊起
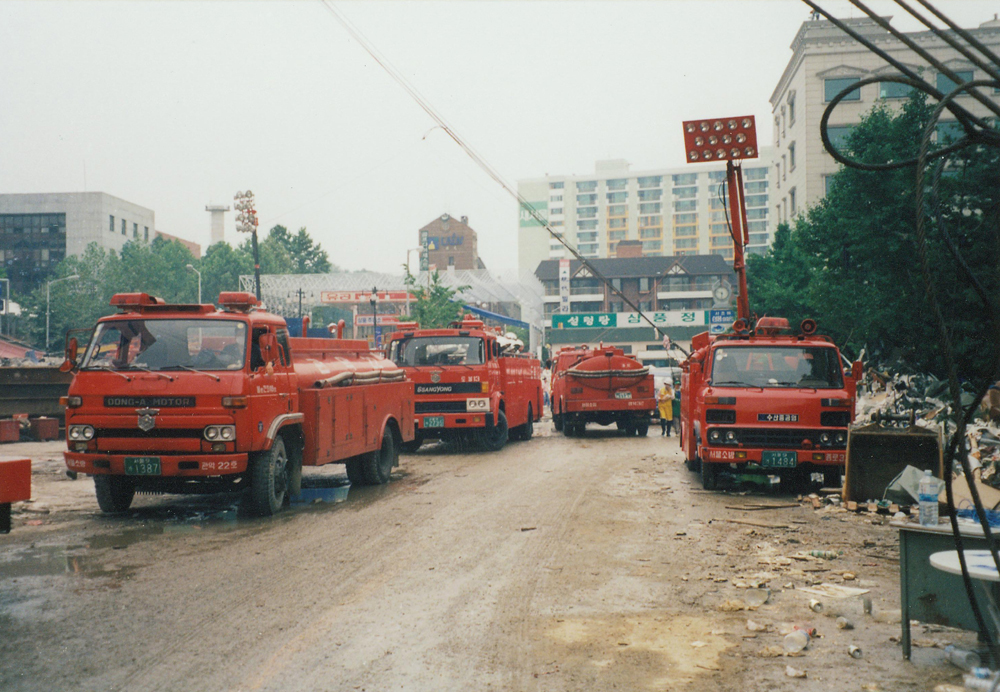
在百貨旁的消防車 攝於1995年7月3日
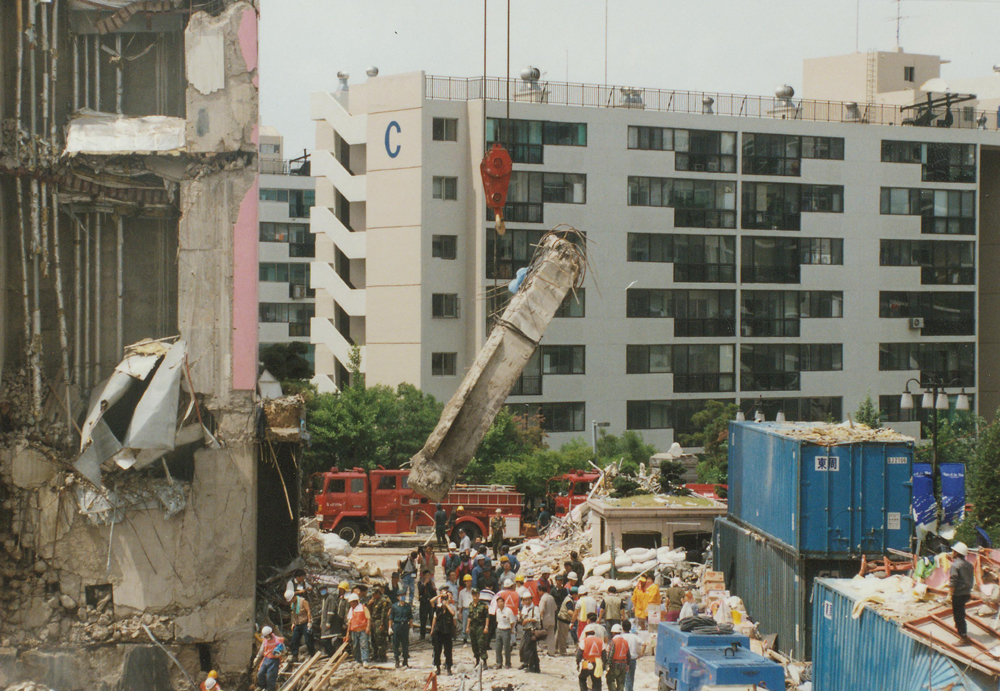
起重機正將大樓的柱子吊起
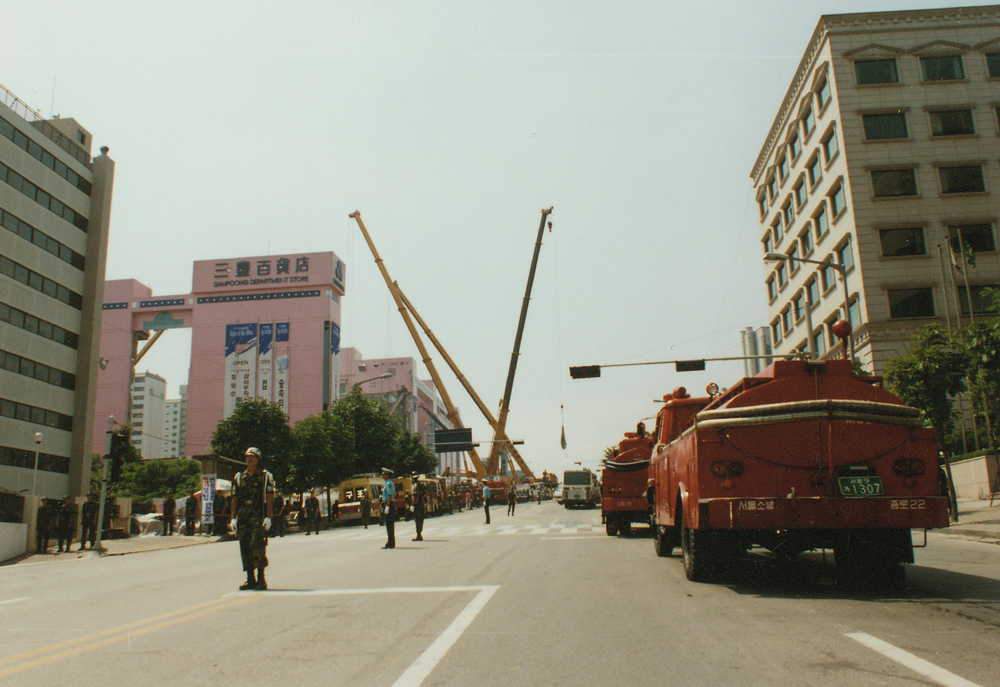
消防車在建築物旁待命
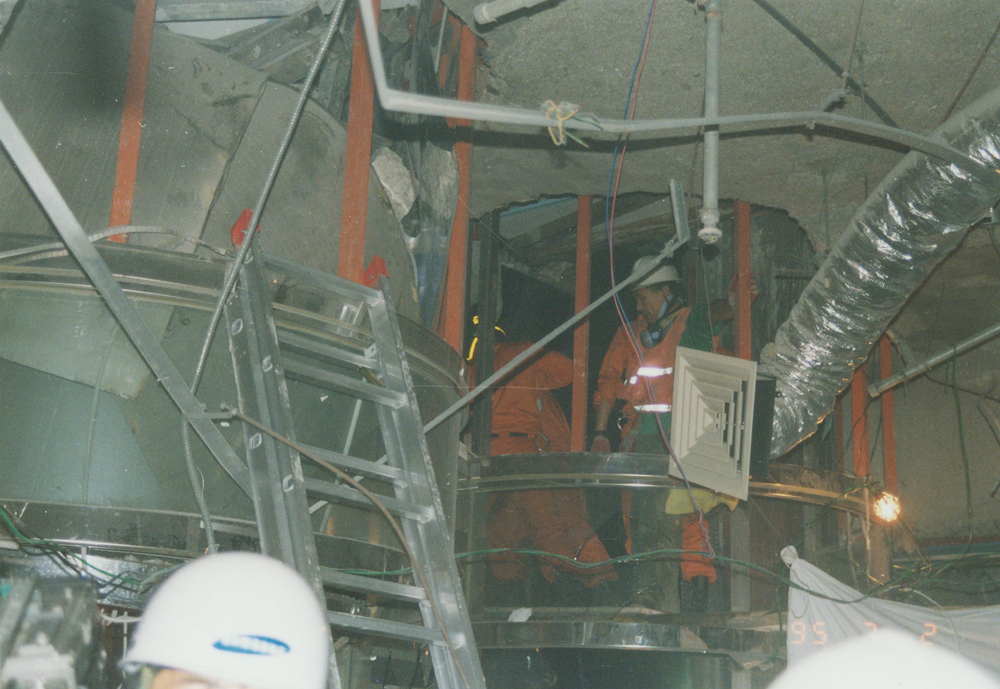
在建築物內進行救援工作的人員
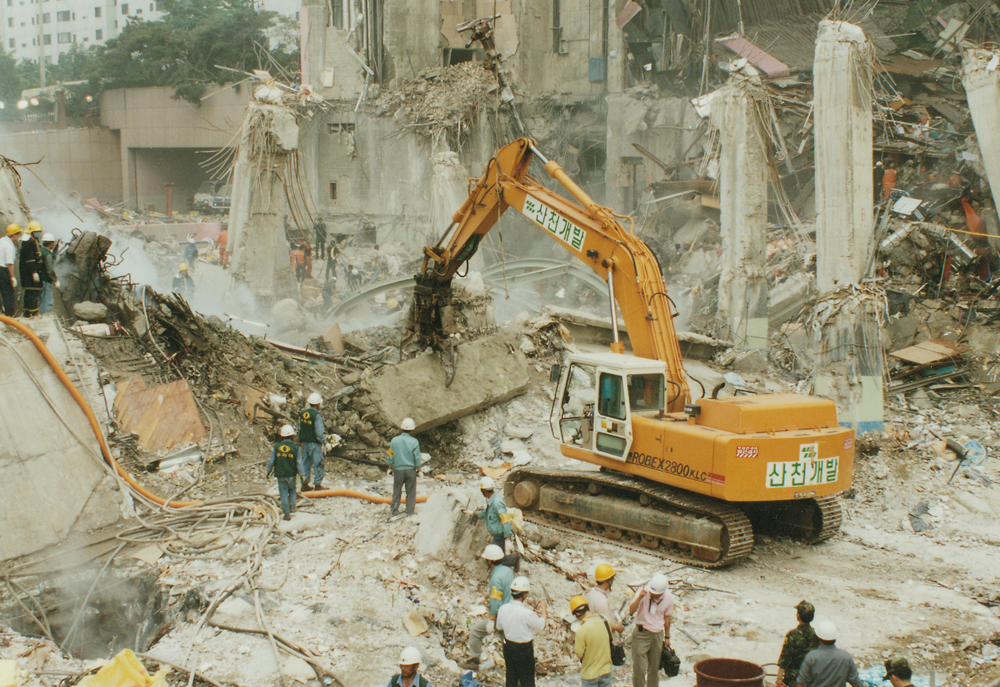
怪手在建築物底部清理廢墟
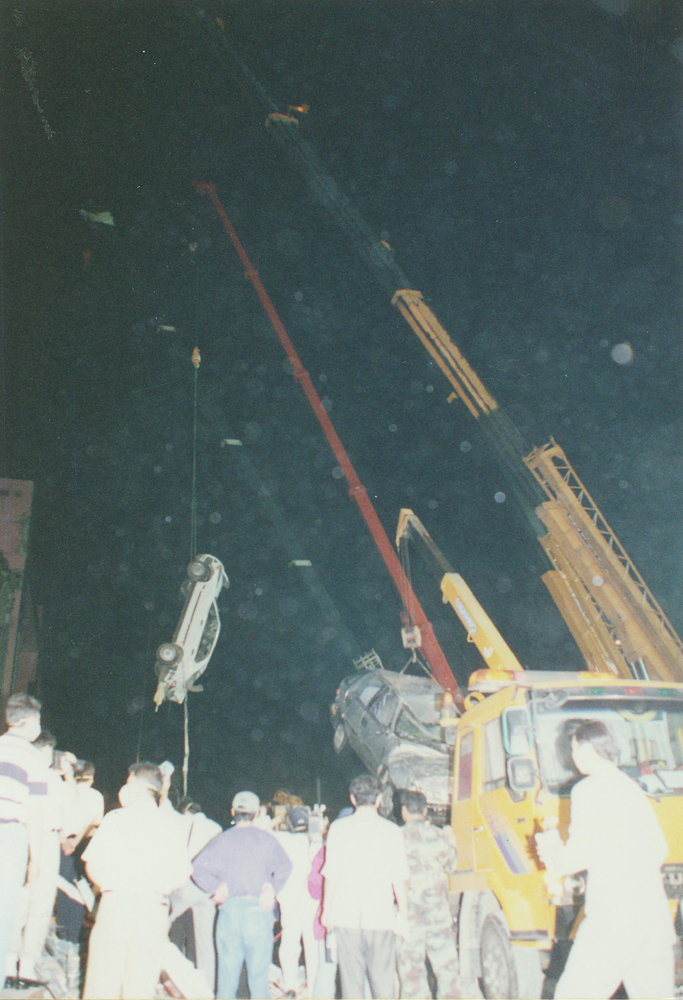
起重機將車輛吊起
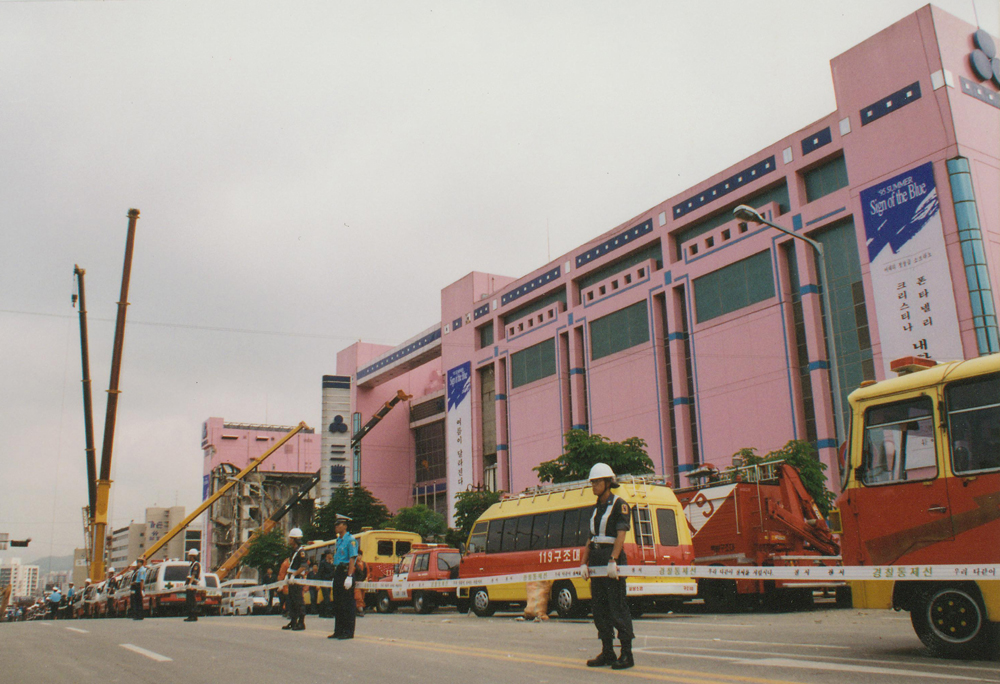
在建築物旁排隊的救護車
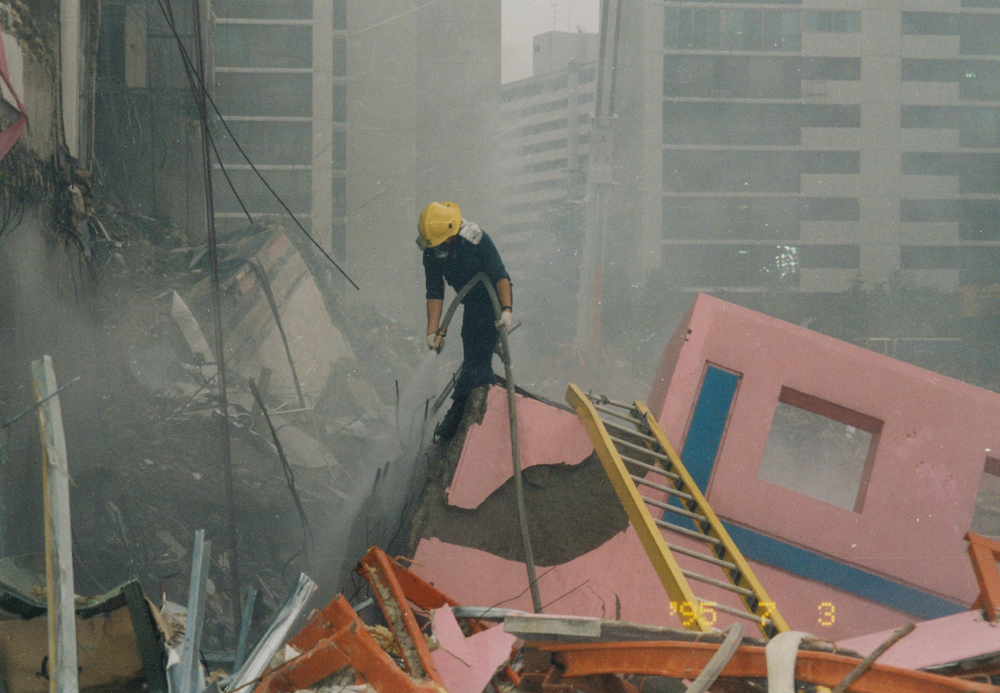
正在往建築物裡灑水的救難人員
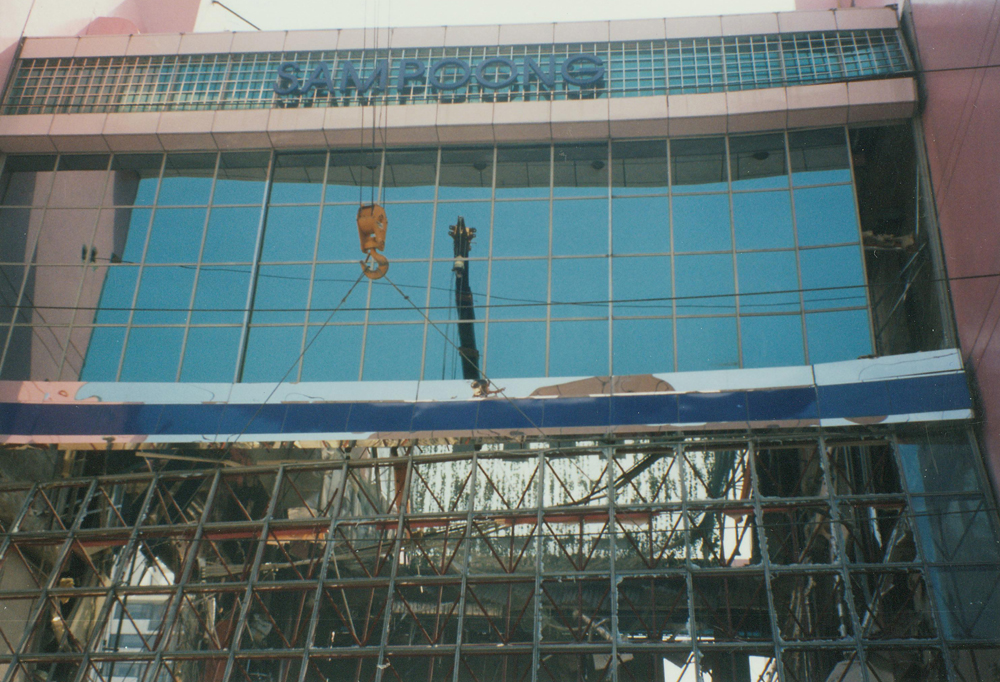
建築物在倒塌後 大門的樣子
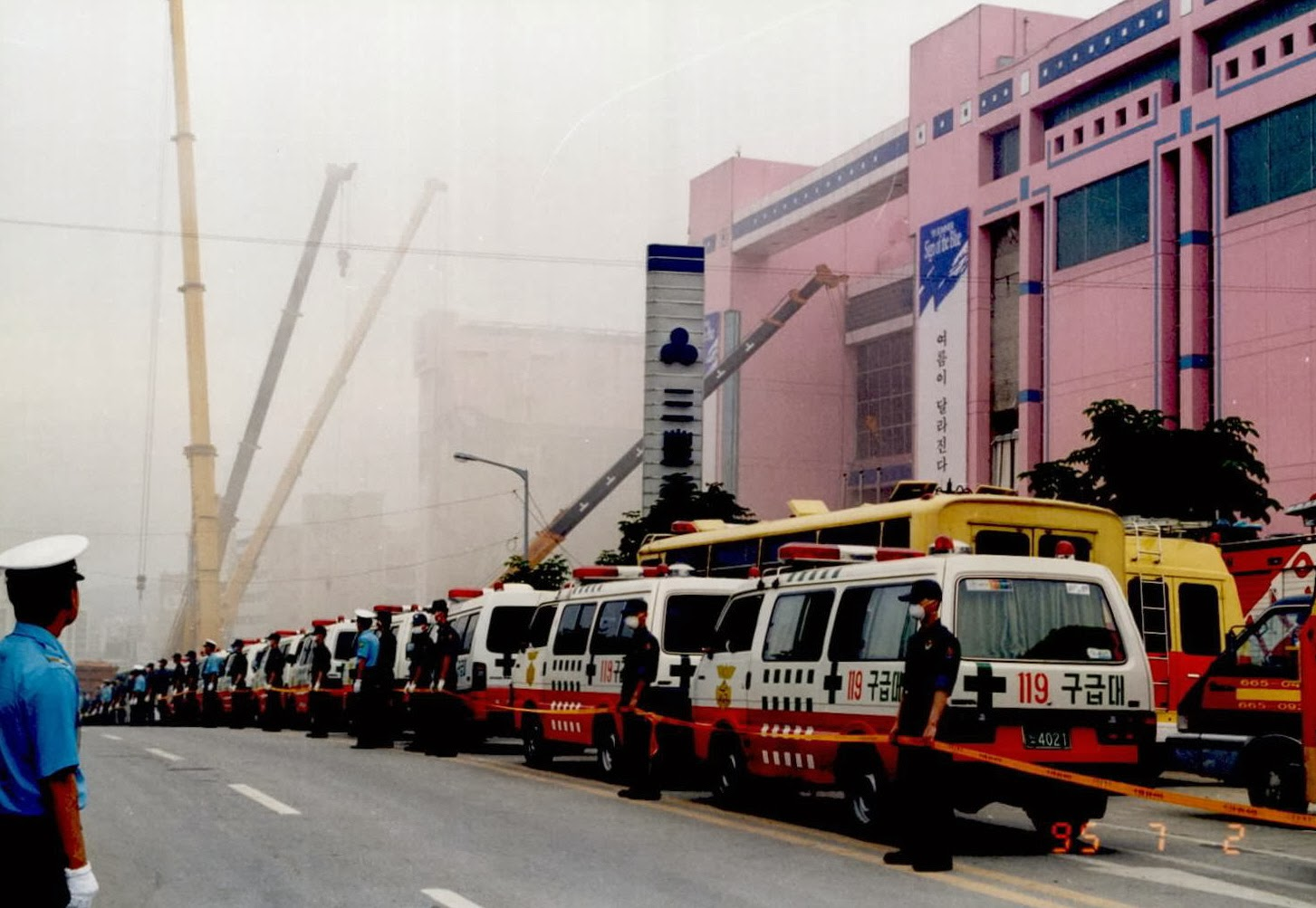
在霧中排隊待命的救護車
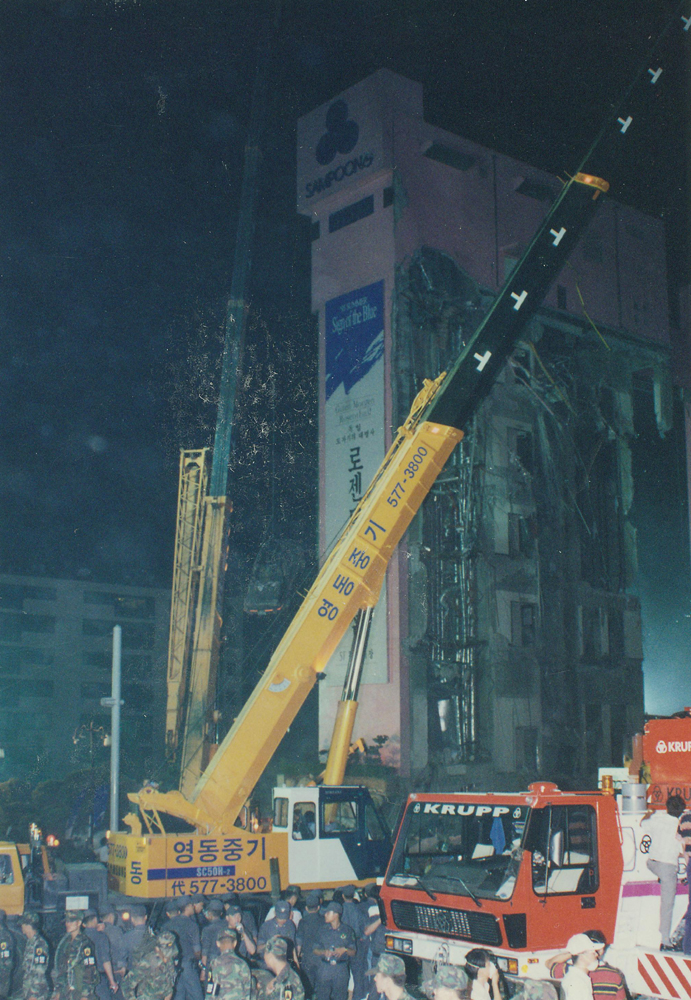
在夜晚進行拆除工作的起重機
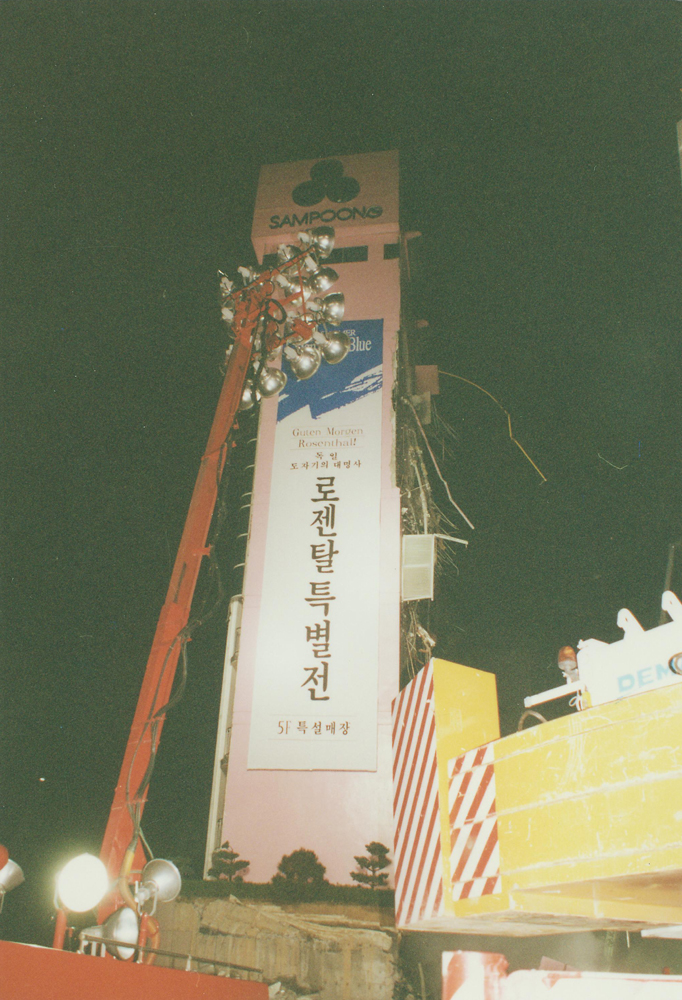
夜晚時，將燈光照向倒塌現場
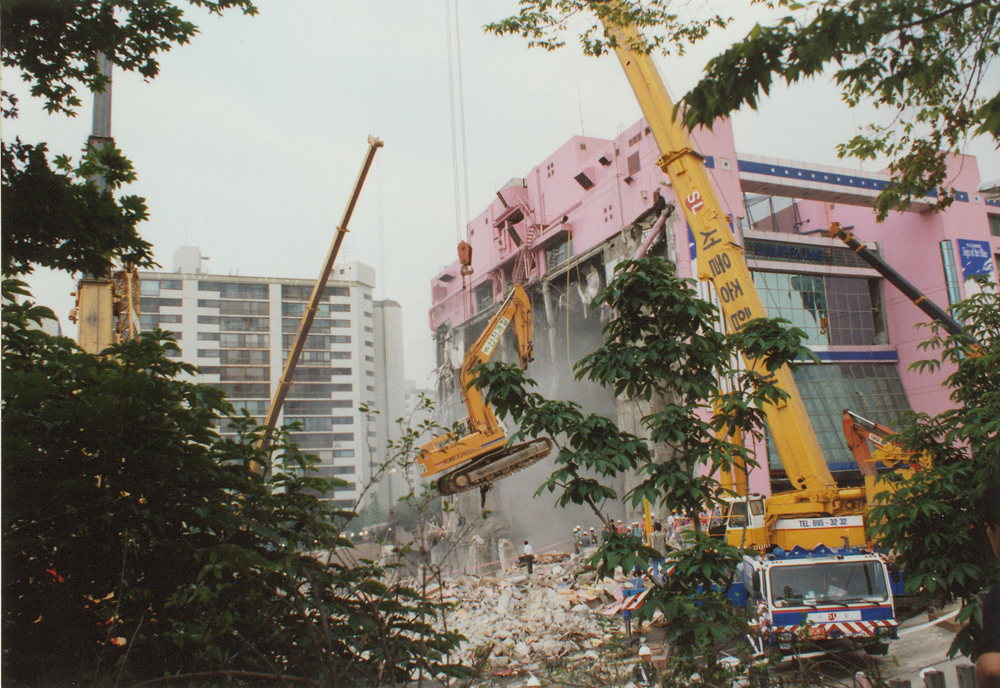
起重機把在建築物底部進行拆除工作的怪手吊到平面道路上
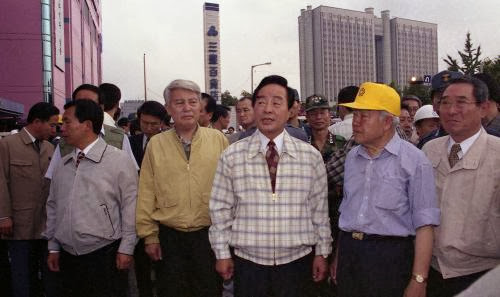
時任總統金泳三視察事故現場
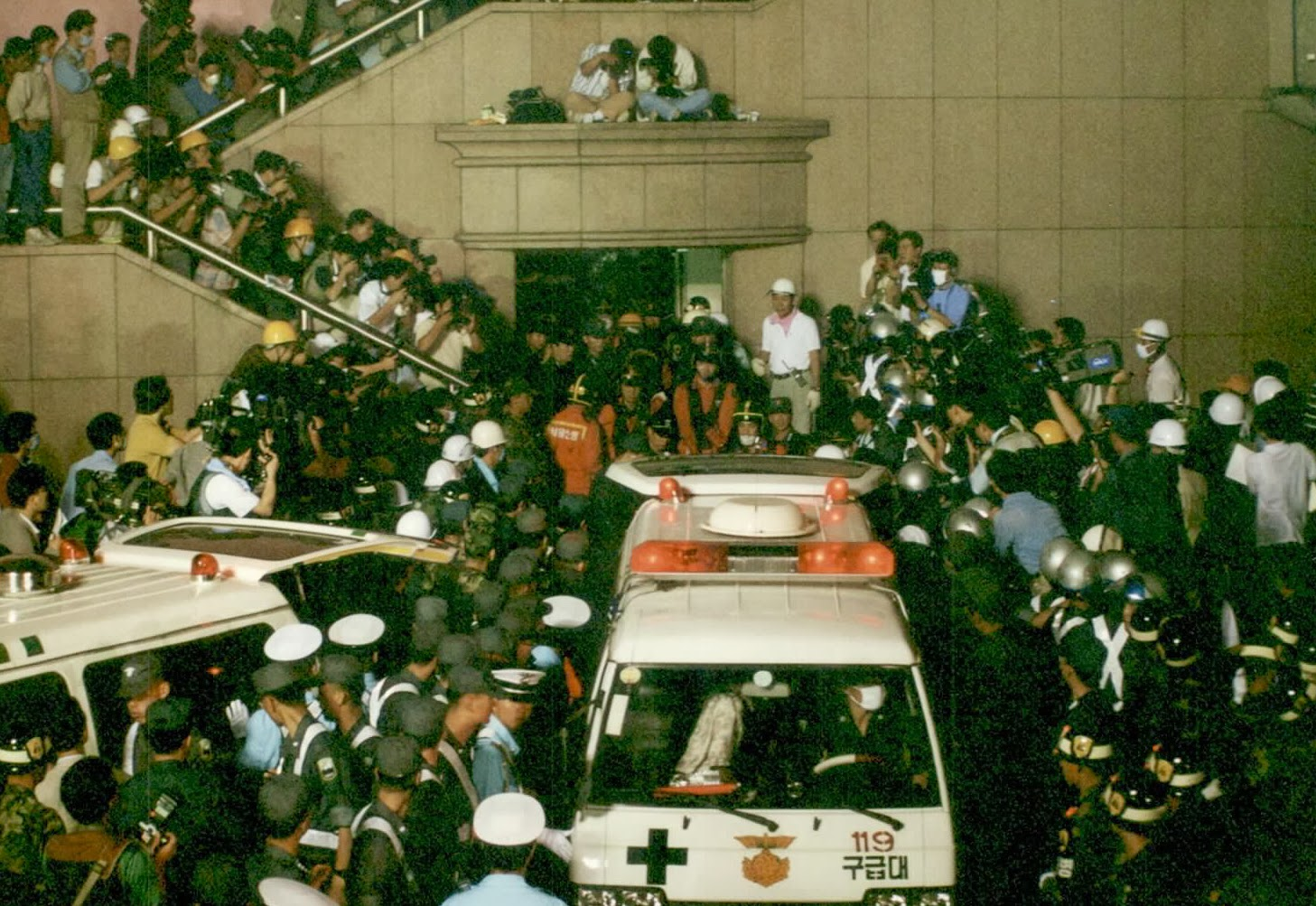
救難人員將傷者送進救護車內
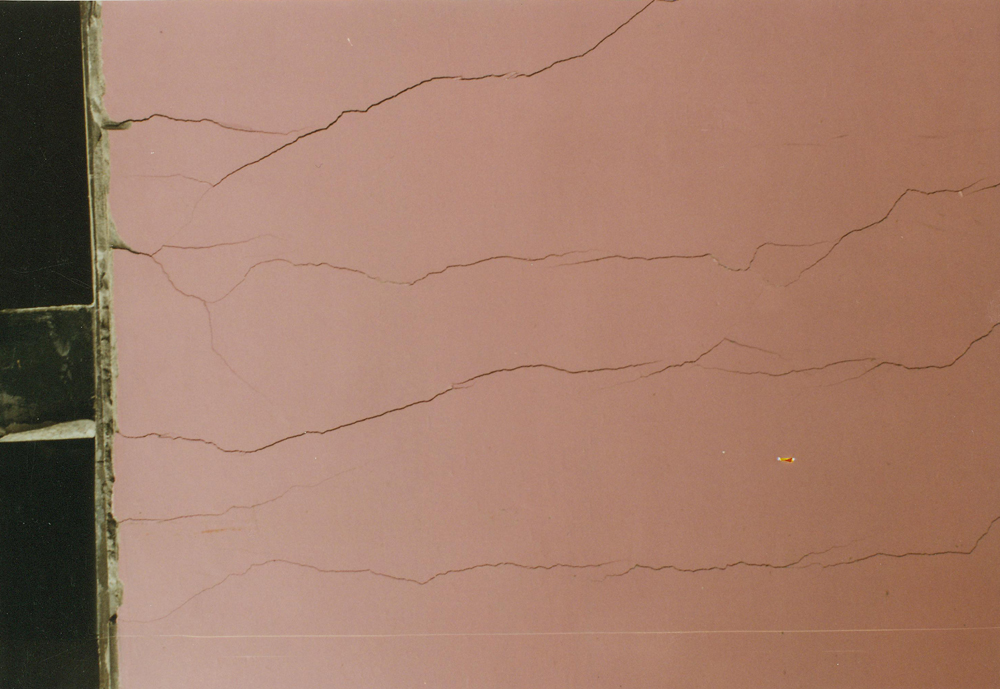
建築物牆壁的裂痕
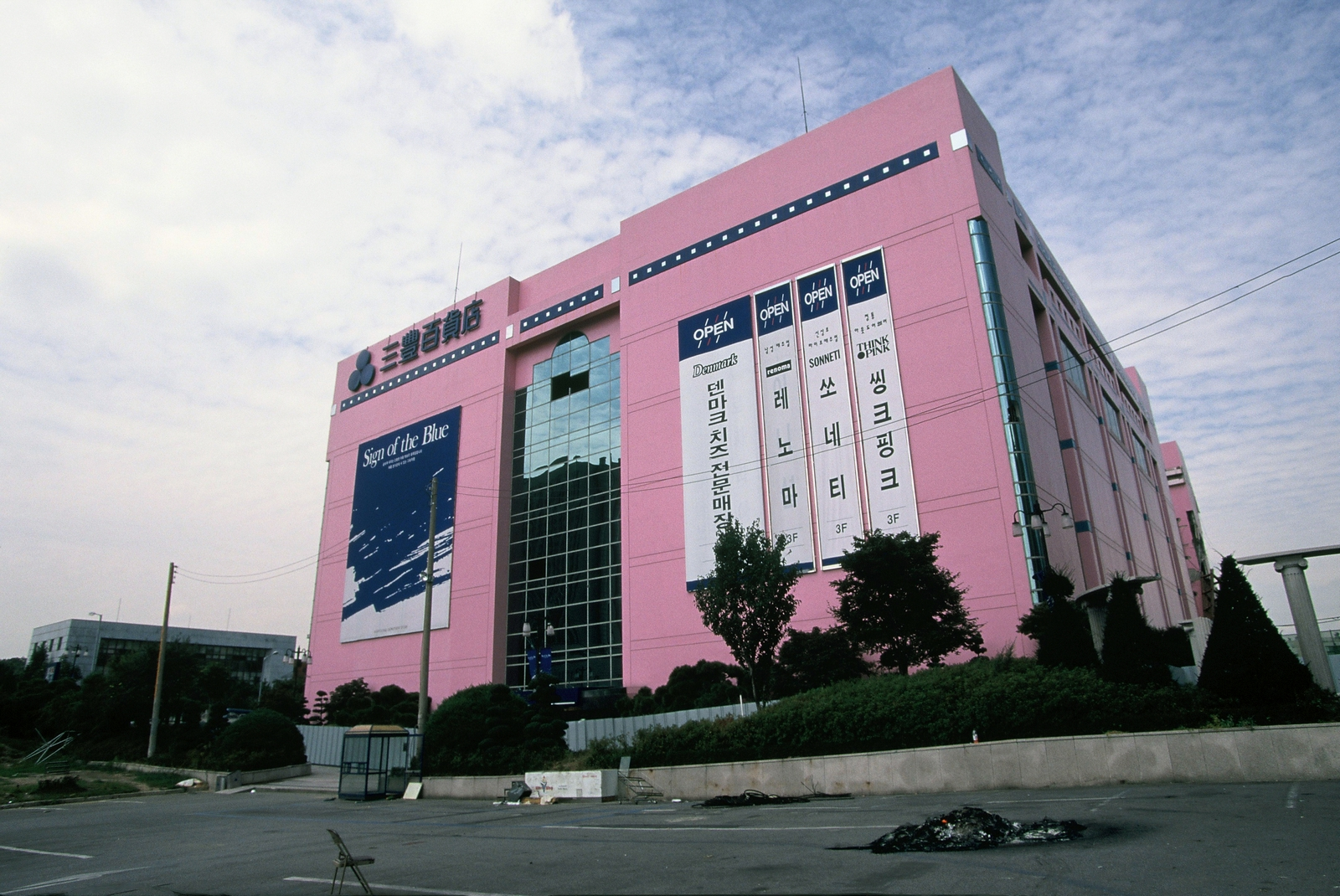
建築物荒廢後的樣子